# 奥村博史

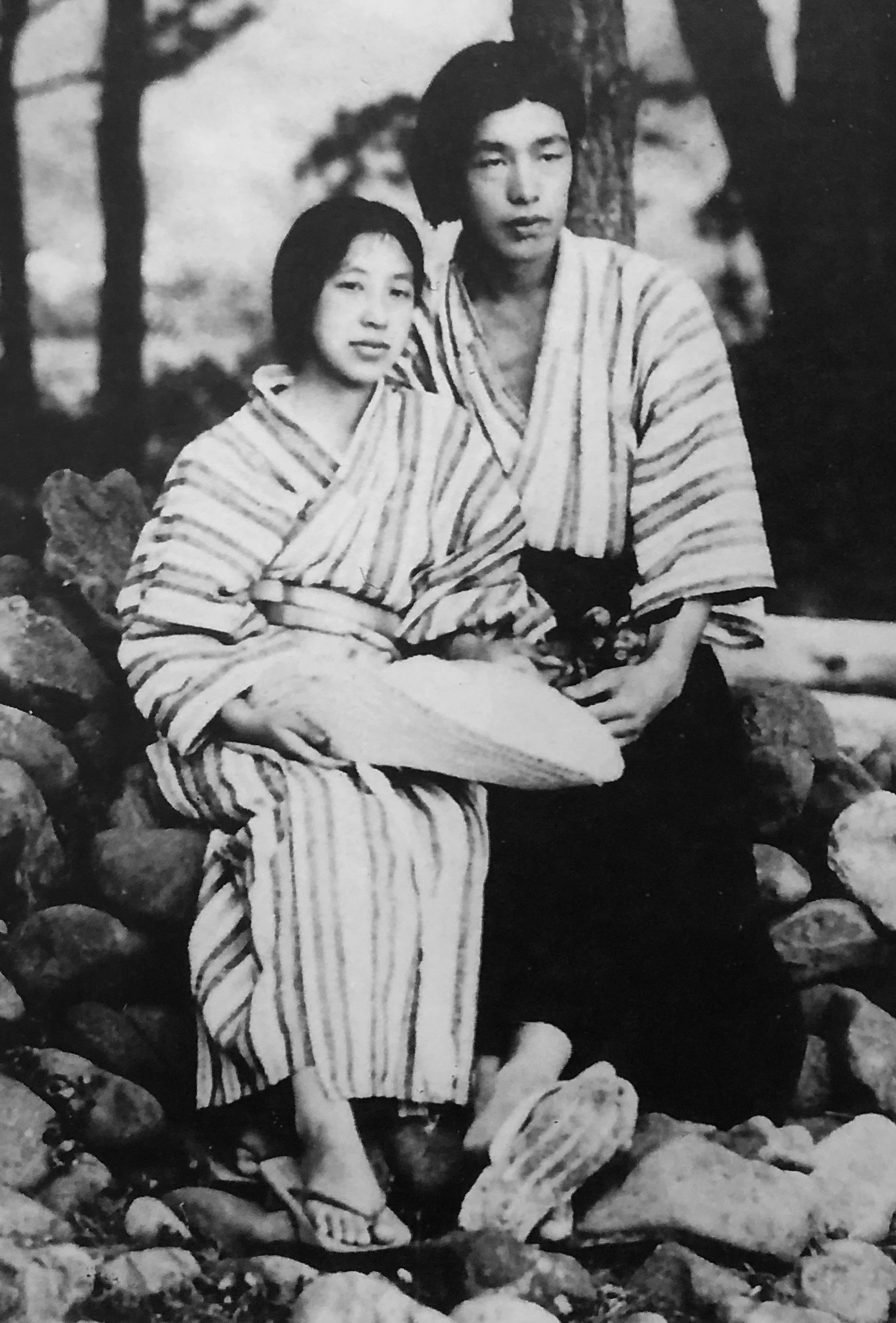
奥村博史と平塚らいてう。1914年夏、伊豆の土肥温泉にて。

奥村 博史（おくむら ひろし、1889年（明治22年）10月4日 - 1964年（昭和39年）2月18日）は、日本の洋画家、工芸家。妻は社会運動家の平塚らいてうである。

## 生涯
1889年（明治22年）、藤沢市に奥村市太郎の長男として生まれる。藤沢小学校、逗子開成中学校を卒業。
1909年（明治42年）、画家を志すことを父に伝えるも許されず、家出をして上京した。大下藤次郎主宰の日本水彩画研究所に入学。1911年（明治44年）に大下が亡くなると油絵に転向した。
1912年（明治45年）、巽画会に油絵『青いリンゴ』を出品した。
1914年（大正3年）に婦人運動家の平塚らいてうと恋愛結婚し話題となる。第一回二科展に油絵『灰色の海』を出品し入選した。
1925年（大正14年）、日本水彩画会会員となったほか、成城学園の美術講師に就任した。
1930年（昭和5年）頃から自宅アトリエでデッサンの勉強会を毎週開くようになり、武者小路実篤らと知り合う。
1932年（昭和7年）に交詢社4階で自身の油絵の個展を開催した。
1933年（昭和8年）、富本憲吉の勧めで自作した銀指輪を国展に出品し受賞。これにより国画会会員となる。これ以来、画業とともに指輪の製作も行うようになる。
1936年（昭和11年）に日本水彩画研究所時代からの旧友:赤城泰舒とともに中国へ写生旅行へ向かい、上海市滞在中に油絵『臨終の魯迅像』（上海魯迅記念館蔵）を描いた。
1964年（昭和39年）死去。

## 人物
武者小路実篤らが創設した共同体「新しき村」に美術部として所属していた。
平塚らいてうと恋に落ちた際、自ら身を引くことを選び平塚に「若い燕は池の平和のために飛び去って行く」という手紙を送ったことが、年上の女性に養われる若い男性のことを表す「若いツバメ」という言葉の由来となった。

## 作品

### 油絵
- 『青いリンゴ』
- 『灰色の海』
- 『臨終の魯迅像』

### 工芸
- 新交響楽団のバッヂ
- 文化学院の卒業記念クラスリング

### 書籍
- 自伝『めぐりあい』[1]
- 『奥村博史素描集』
- 『奥村博史わたくしの指輪』